# Мадиунский мятеж
Мадиунский мятеж, Мадиунские события (индон. Peristiwa Madiun) — вооруженное антиправительственное выступление, организованное частью руководства Коммунистической партии Индонезии и Социалистической партии в сентябре 1948 года в городе Мадиун на Восточной Яве. Подавлено войсками, верными правительству Республики Индонезии. Более 8 тысяч участников погибло в ходе боевых действий или было убито в ходе последовавших внесудебных расправ, в их числе лидер компартии Мановар Муссо и бывший премьер-министр страны Амир Шарифуддин.

## История
После подписания Ренвильского соглашения многие подразделения индонезийской республиканской армии вернулись в зоны голландско-индонезийского конфликта. Это дало правым уверенность, что им удастся противостоять отрядам КПИ. В августе 1948 года по приказу Хатты началась демобилизация партизанских и милицейских частей КПИ. В Мадиуне сторонники КПИ отказались разоружиться и были убиты в сентябре 1948 года, что спровоцировало вооружённое восстание против правого правительства националиста Мохаммада Хатты, которое подняли представители левых партий.
18 сентября 1948 года члены КПИ и Социалистической партии поддержали поднятое восстание. В Мадиун отправились Мановар Муссо и Амир Шарифуддин для координации действий восставших. Однако, уже 30 сентября Мадиун был взят дивизией Силиванги, оказавший вооружённое сопротивление Муссо был убит 31 октября. 300 повстанцев, включая Амира Шарифуддина, были захвачены 1 декабря (Шарифуддин был убит 19 декабря бежавшими от наступавших голландцев индонезийскими солдатами). Сурьо, губернатор Восточной Явы, некоторые офицеры полиции и религиозные деятели были также расстреляны за участие в восстании. Всего было репрессировано 36 тысяч человек.
Мадиунские события использовались как предлог для репрессий против Коммунистической партии Индонезии. Представители военных кругов также заявляли, что коммунисты планировали свергнуть президента Сукарно и провозгласить «Советскую республику Индонезия» во главе с Муссо (президент) и Амиром Шарифуддином (премьер-министр), хотя руководство КПИ осуждала беспорядки в Мадиуне и призывало к миру. В итоге вплоть до 1951 года КПИ была вынуждена работать в подполье.
После поражения восстания Индонезия стала рассматриваться антикоммунистическими силами, в частности США, как потенциальный союзник в «холодной войне» против советского блока.